# Radochów (przystanek kolejowy)
Radochów – przystanek kolejowy w Radochowie w województwie dolnośląskim, w powiecie kłodzkim.
W oczekiwaniu na przejęcie a następnie rewitalizację linii Kłodzko – Stronie Śląskie Koleje Dolnośląskie uruchomiły we wrześniu 2022 zastępcze połączenie autobusowe na linii Kłodzko – Stronie Śląskie, wpisane do rozkładu jazdy pociągów. W 2022 roku wymiana pasażerska na stacji wyniosła 0-9 osób. 

## Lokalizacja
Przystanek kolejowy położony jest na linii kolejowej nr 322 z Kłodzka do Stronia Śląskiego. Znajduje się w południowej części wsi, na niezelektryfikowanej trasie o znaczeniu lokalnym.

## Historia
Pod koniec XIX w. przystąpiono do budowy tzw. Kolei Doliny Białej Lądeckiej. Związane to było ze zwiększającym się ruchem turystycznym, głównie do Lądka Zdroju, gdzie znajdowało się popularne uzdrowisko. Jedną ze stacji umiejscowiono ok. 1,5 km na południowy zachód od granicy zwartej zabudowy miejscowości. Uroczyste otwarcie miało miejsce 14 listopada 1897.
Po II wojnie światowej i przejęciu ziemi kłodzkiej przez Polskę przemianowano stację na Rajsk Kłodzki, a następnie na Radochów. W latach 70. XX w. rozebrano stylowy budynek stacji. W 2004 zastąpiono ruch pasażerski pociągów Kolejową Komunikacją Autobusową.